# Nordische Skispiele der OPA 2011

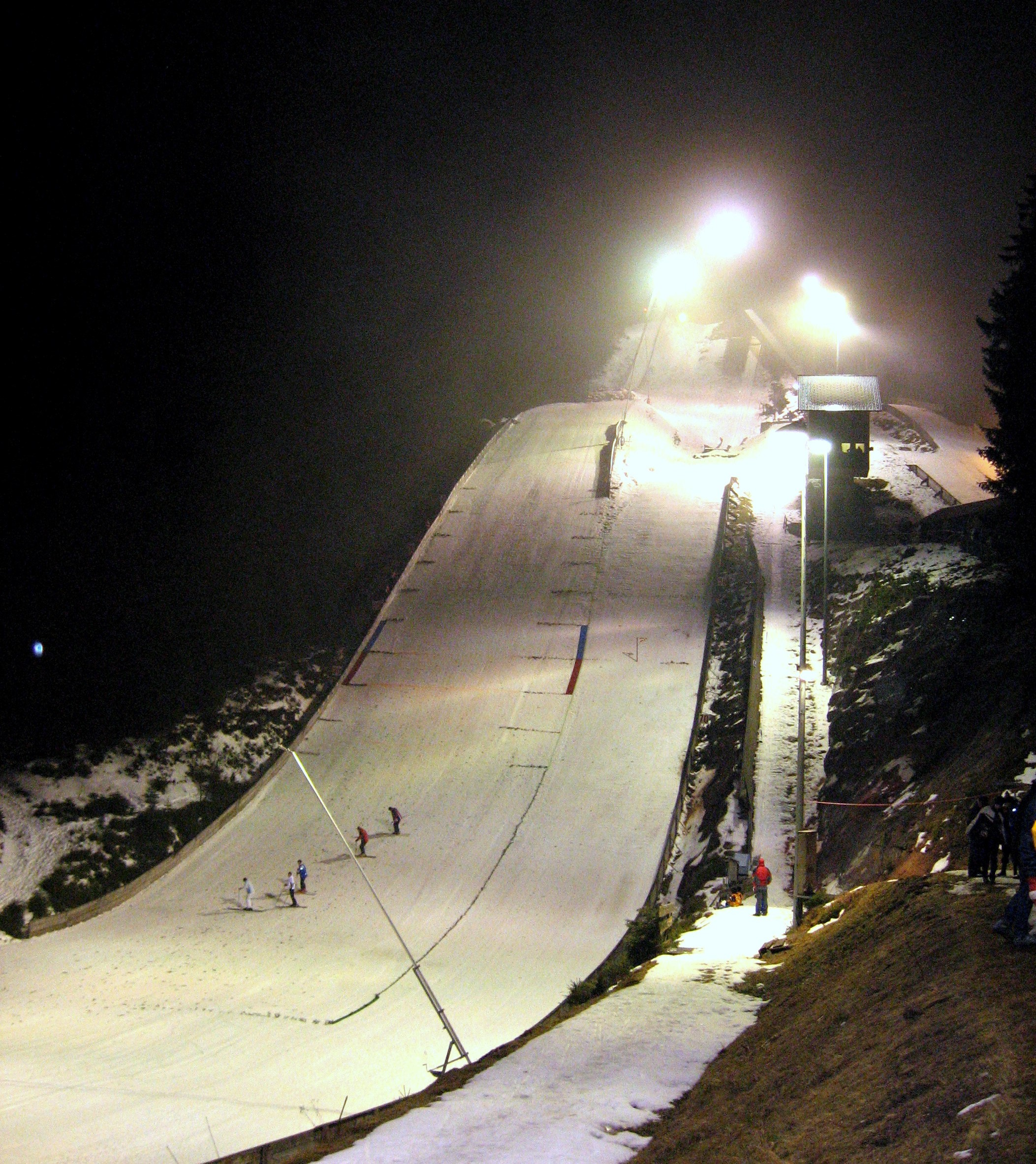
Große Ruhesteinschanze

Die 26. Nordischen Skispiele der OPA 2011 (auch OPA Games 2011) fanden vom 25. Februar bis zum 27. Februar 2011 im baden-württembergischen Baiersbronn und im schweizerischen Einsiedeln statt. Es wurden Wettkämpfe in den Ski-Nordisch-Sportarten abgehalten, wobei der Skilanglauf in Einsiedeln durchgeführt wurde, während die Wettbewerbe im Skispringen und der Nordischen Kombination in Baiersbronn veranstaltet wurden. Die Sprungwettbewerbe wurden von der Große Ruhesteinschanze abgehalten. Die erfolgreichste Nation war Deutschland. Die Jahrgänge 1994 und 1995 traten in Jugendwettkämpfen an, wohingegen Athletinnen und Athleten aus dem Jahrgang 1996 oder jünger in Schülerwettbewerben miteinander konkurrierten.

## Medaillenspiegel
| Platz | Land        | Gold | Silber | Bronze | Gesamt |
| ----- | ----------- | ---- | ------ | ------ | ------ |
| 1.    | Deutschland | 7    | 5      | 7      | 19     |
| 2.    | Slowenien   | 4    | 1      | 3      | 08     |
| 3.    | Tschechien  | 1    | 0      | 0      | 01     |
| 4.    | Österreich  | 0    | 3      | 2      | 05     |
| 5.    | Schweiz     | 0    | 3      | 0      | 03     |

## Gesamtwertung
Den Wanderpokal gewann Deutschland vor Slowenien und Österreich.
| Platz | Land          | Skispringen | Skispringen | Skispringen | Skispringen | Nordische Kombination | Nordische Kombination | Nordische Kombination | Langlauf | Langlauf | Langlauf | Langlauf | Langlauf | Langlauf | Gesamt- wertung |
| ----- | ------------- | ----------- | ----------- | ----------- | ----------- | --------------------- | --------------------- | --------------------- | -------- | -------- | -------- | -------- | -------- | -------- | --------------- |
|       |               | S15 m       | J16 m       | Team        | S15/J16 w   | S15                   | J16                   | Team                  | S15 m    | J16 m    | S15 w    | J16 w    | Team m   | Team w   |                 |
| 1     | Deutschland   | 45          | 45          |             | 23          | 26                    | 36                    | 36                    | 26       | 36       | 45       | 35       | 21       | 45       | 419             |
| 2     | Slowenien     | 17          | 03          |             | 45          | 09                    | 05                    | 06                    | 31       | 21       | 21       | 29       | 33       | 15       | 235             |
| 3     | Österreich    | 12          | 14          |             | 17          | 28                    | 35                    | 35                    | 07       | 07       | 04       | 14       | 06       | 10       | 189             |
| 4     | Schweiz       | 02          | 18          |             | –           | –                     | 04                    | –                     | 28       | 28       | 19       | 14       | 31       | 19       | 163             |
| 5     | Italien       | –           | 11          |             | 03          | –                     | 14                    | 09                    | –        | –        | –        | –        | –        | –        | 037             |
| 6     | Frankreich    | 16          | 04          |             | 04          | 03                    | 01                    | 06                    | –        | –        | –        | –        | –        | –        | 034             |
| 7     | Tschechien    | –           | –           |             | –           | 29                    | –                     | 03                    | –        | –        | –        | –        | –        | –        | 032             |
| 8     | Liechtenstein | –           | –           |             | –           | –                     | –                     | –                     | 03       | 03       | –        | –        | 03       | –        | 009             |
| 9     | Rumänien      | 03          | –           |             | 03          | –                     | –                     | –                     | –        | –        | –        | –        | –        | –        | 006             |

## Langlauf Frauen

### Schülerinnen (Massenstart 5km)
| Platz | Sportlerin       | Land | Zeit        |
| ----- | ---------------- | ---- | ----------- |
| 01.   | Katharina Hennig | GER  | 15:04,0 min |
| 02.   | Hannah Heckmair  | GER  | 15:16,1 min |
| 03.   | Ela Praznik      | SLO  | 15:22,1 min |
| 04.   | Tanja Gerber     | SUI  | 15:26,3 min |
| 05.   | Maria Höflinger  | GER  | 15:50,2 min |

Datum: 26. Februar 2011

### Juniorinnen (Massenstart 5km)
| Platz | Sportlerin         | Land | Zeit        |
| ----- | ------------------ | ---- | ----------- |
| 01.   | Anamarija Lampič   | SLO  | 14:34,2 min |
| 02.   | Victoria Carl      | GER  | 14:48,3 min |
| 03.   | Matthäa Angermeier | GER  | 14:49,3 min |
| 04.   | Lisa Unterweger    | AUT  | 15:10,0 min |
| 05.   | Janine Frenzel     | GER  | 15:15,2 min |

Datum: 26. Februar 2011

### Team (3×3,3km)
| Platz | Sportlerinnen                                   | Land   | Laufzeiten                          | Gesamtzeit  |
| ----- | ----------------------------------------------- | ------ | ----------------------------------- | ----------- |
| 01.   | Victoria Carl Janine Frenzel Matthäa Angermeier | GER I  | 08:54,4 min 09:35,3 min 10:04,0 min | 28:33,8 min |
| 02.   | Sofie Krehl Nadine Herrmann Katharina Hennig    | GER II | 09:13,0 min 09:34,9 min 09:54,7 min | 28:42,6 min |
| 03.   | Ela Praznik Anita Klemenčič Anamarija Lampič    | SLO I  | 09:40,9 min 09:35,0 min 09:55,2 min | 29:11,2 min |

Datum: 27. Februar 2011

## Langlauf Männer

### Schüler (Massenstart 5km)
| Platz | Sportler         | Land | Zeit        |
| ----- | ---------------- | ---- | ----------- |
| 01.   | Klemen Razinger  | SLO  | 13:41,9 min |
| 02.   | Jan-Nino Menn    | SUI  | 14:46,1 min |
| 03.   | Martin Bergmann  | GER  | 13:55,1 min |
| 04.   | Lukas Ernst      | GER  | 13:56,0 min |
| 05.   | Andrea Rogantini | SUI  | 13:58,8 min |

Datum: 26. Februar 2011

### Junioren (Massenstart 7,5km)
| Platz | Sportler         | Land | Zeit        |
| ----- | ---------------- | ---- | ----------- |
| 01.   | Marius Cebulla   | GER  | 19:35,3 min |
| 02.   | Giacomo Bassetti | SUI  | 19:44,1 min |
| 03.   | Lovro Malnar     | SLO  | 19:48,2 min |
| 04.   | Josua Strübel    | GER  | 19:56,7 min |
| 05.   | Cedric Steiner   | SUI  | 19:58,3 min |

Datum: 26. Februar 2011

### Team (3×3,3km)
| Platz | Sportler                                         | Land  | Laufzeiten                       | Gesamtzeit  |
| ----- | ------------------------------------------------ | ----- | -------------------------------- | ----------- |
| 01.   | Miha Šimenc Matic Slabe Lovro Malnar             | SLO I | 8:12,5 min 8:50,1 min 9:33,9 min | 26:36,6 min |
| 02.   | Andrea Rogantini Cedric Steiner Giacomo Bassetti | SUI I | 8:35,8 min 8:50,4 min 9:31,7 min | 26:57,7 min |
| 03.   | Marco Milde Josua Strübel Marius Cebulla         | GER I | 8:34,4 min 9:18,6 min 9:16,6 min | 27:09,7 min |

Datum: 27. Februar 2011

## Nordische Kombination

### Schüler (Gundersen 5km)
| Platz | Sportler              | Land | Sprungpunkte | Laufzeit    | Rückstand   |
| ----- | --------------------- | ---- | ------------ | ----------- | ----------- |
| 01.   | Tomáš Portyk          | CZE  | 110,5        | 14:14,2 min | 14:14,2 min |
| 02.   | Bernhard Flaschberger | AUT  | 105,5        | 14:32,8 min | +0:38,6 min |
| 03.   | Phillip Mauersberger  | GER  | 102,5        | 15:00,7 min | +1:18,5 min |
| 04.   | Sebastian Voigt       | GER  | 095,0        | 14:51,3 min | +1:39,1 min |
| 05.   | Terence Weber         | GER  | 107,0        | 16:03,8 min | +2:03,6 min |

Datum: 26. Februar 2011

Es gingen 26 Schüler an den Start, die alle in die Wertung kamen. Der spätere Sieger Tomáš Portyk zeigte sowohl die beste Sprung- als auch die beste Laufleistung.

### Junioren (Gundersen 7,5km)
| Platz | Sportler         | Land | Sprungpunkte | Laufzeit    | Rückstand   |
| ----- | ---------------- | ---- | ------------ | ----------- | ----------- |
| 01.   | David Welde      | GER  | 110,0        | 20:30,3 min | 21:14,3 min |
| 02.   | Paul Gerstgraser | AUT  | 101,5        | 20:32,9 min | +0:36,6 min |
| 03.   | Philipp Orter    | AUT  | 106,5        | 21:19,9 min | +1:03,6 min |
| 04.   | Sebastian Welle  | GER  | 103,5        | 21:27,3 min | +1:23,0 min |
| 05.   | Jakob Lange      | GER  | 103,5        | 21:42,4 min | +1:38,1 min |

Datum: 26. Februar 2011

Es gingen 28 Junioren an den Start, wovon einer den Langlauf nicht beendete. Dabei handelte es sich um Markus Gruber, der nach dem Sprungdurchgang noch in Führung lag. Die beste Laufleistung zeigte der Sieger David Welde.

### Team (4×3,3km)
| Platz | Sportler                                                            | Land   | Sprungpunkte | Laufzeiten  | Rückstand   |
| ----- | ------------------------------------------------------------------- | ------ | ------------ | ----------- | ----------- |
| 01.   | Jakob Lange Tom Lubitz Mirko Leber David Welde                      | GER I  | 441,5        | 38:31,5 min | 38:44,5 min |
| 02.   | Paul Gerstgraser Martin Fritz Philipp Orter Markus Gruber           | AUT I  | 451,0        | 38:56,4 min | +0:11,9     |
| 03.   | Noa Ian Mraz Bernhard Flaschberger Marco Beikircher Philipp Kreuzer | AUT II | 408,5        | 40:29,7 min | +2:42,2     |

Datum: 27. Februar 2011

## Skispringen Frauen

### Schülerinnen und Juniorinnen (K85/HS90)
| Platz | Sportlerin      | Land | Weite 1 | Weite 2 | Punkte |
| ----- | --------------- | ---- | ------- | ------- | ------ |
| 01.   | Urša Bogataj    | SLO  | 092,0 m | 088,5 m | 240,0  |
| 02.   | Ema Klinec      | SLO  | 090,0 m | 083,5 m | 229,5  |
| 03.   | Anna Rupprecht  | GER  | 084,5 m | 081,0 m | 209,0  |
| 04.   | Cornelia Roider | AUT  | 086,0 m | 078,0 m | 205,5  |
| 05.   | Veronika Zobel  | GER  | 083,0 m | 079,5 m | 205,0  |

Datum: 26. Februar 2011

## Skispringen Männer

### Schüler (K85/HS90)
| Platz | Sportler            | Land | Weite 1 | Weite 2 | Punkte |
| ----- | ------------------- | ---- | ------- | ------- | ------ |
| 01.   | Thomas Dufter       | GER  | 091,5 m | 089,5 m | 250,0  |
| 02.   | Sebastian Bradatsch | GER  | 092,0 m | 087,0 m | 241,0  |
| 03.   | Christoph Müller    | GER  | 090,0 m | 086,0 m | 237,5  |
| 04.   | Arthur Royer        | FRA  | 087,0 m | 086,5 m | 230,0  |
| 05.   | Tilen Bartol        | SLO  | 089,0 m | 083,5 m | 229,5  |

Datum: 26. Februar 2011

### Junioren (K85/HS90)
| Platz | Sportler         | Land | Weite 1 | Weite 2 | Punkte |
| ----- | ---------------- | ---- | ------- | ------- | ------ |
| 01.   | Michael Herrmann | GER  | 094,5 m | 089,0 m | 255,0  |
| 02.   | Sepp Lechner     | GER  | 091,0 m | 087,0 m | 243,0  |
| 03.   | Florian Menz     | GER  | 091,0 m | 087,0 m | 240,0  |
| 04.   | Killian Peier    | SUI  | 089,5 m | 088,0 m | 239,5  |
| 05.   | Federico Cecon   | ITA  | 092,0 m | 086,0 m | 238,5  |

Datum: 26. Februar 2011